# Castello alfonsino
Il Castello Alfonsino (detto anche Castel Rosso, dal colore dei conci di carparo usati per la sua costruzione, o Castello di Mare) è una complessa opera fortificata costruita sull'isola di Sant'Andrea, all'imboccatura del porto esterno della città italiana di Brindisi. Il castello è contiguo al Forte a mare (o Forte di Brindisi), i cui lavori di costruzione, iniziati nel 1558, regnante Filippo II d'Asburgo, figlio di Carlo V, durarono ben 46 anni.
Oggi fruibile grazie all’accordo di valorizzazione tra la Soprintendenza Archeologia Belle e Arti di Brindisi e Lecce e la Associazione Le Colonne

## Struttura
Il castello alfonsino occupa il promontorio meridionale con forme irregolari che seguono la conformazione del luogo (ha subito anche crolli e ricostruzioni): all'interno è un salone decorato da un lavabo con stipiti in pietra (1527). Ai primi del XVI secolo risalgono i due baluardi, rotondo quello verso l'interno, triangolare quello verso il mare aperto.
Caratteristico è il suo piccolo porto interno, cui si accede per un archivolto aperto nelle mura che verso il 1577 congiunsero la costruzione aragonese all'ampliamento vicereale. Da una parte la struttura fortificata quattrocentesca con un portale; dall'altra il Forte a mare che segue i dettami dell'architettura fortificata cinquecentesca. Anche questa parte è preceduta da un portale adorno di stemmi che reca la data 1609.
L'isola è saldata alla sponda ovest da una diga che chiude la Bocca di Puglia, mentre tra l'isola e la sponda sud si protendono due dighe che restringono l'imboccatura del porto a 250 metri.

## Storia

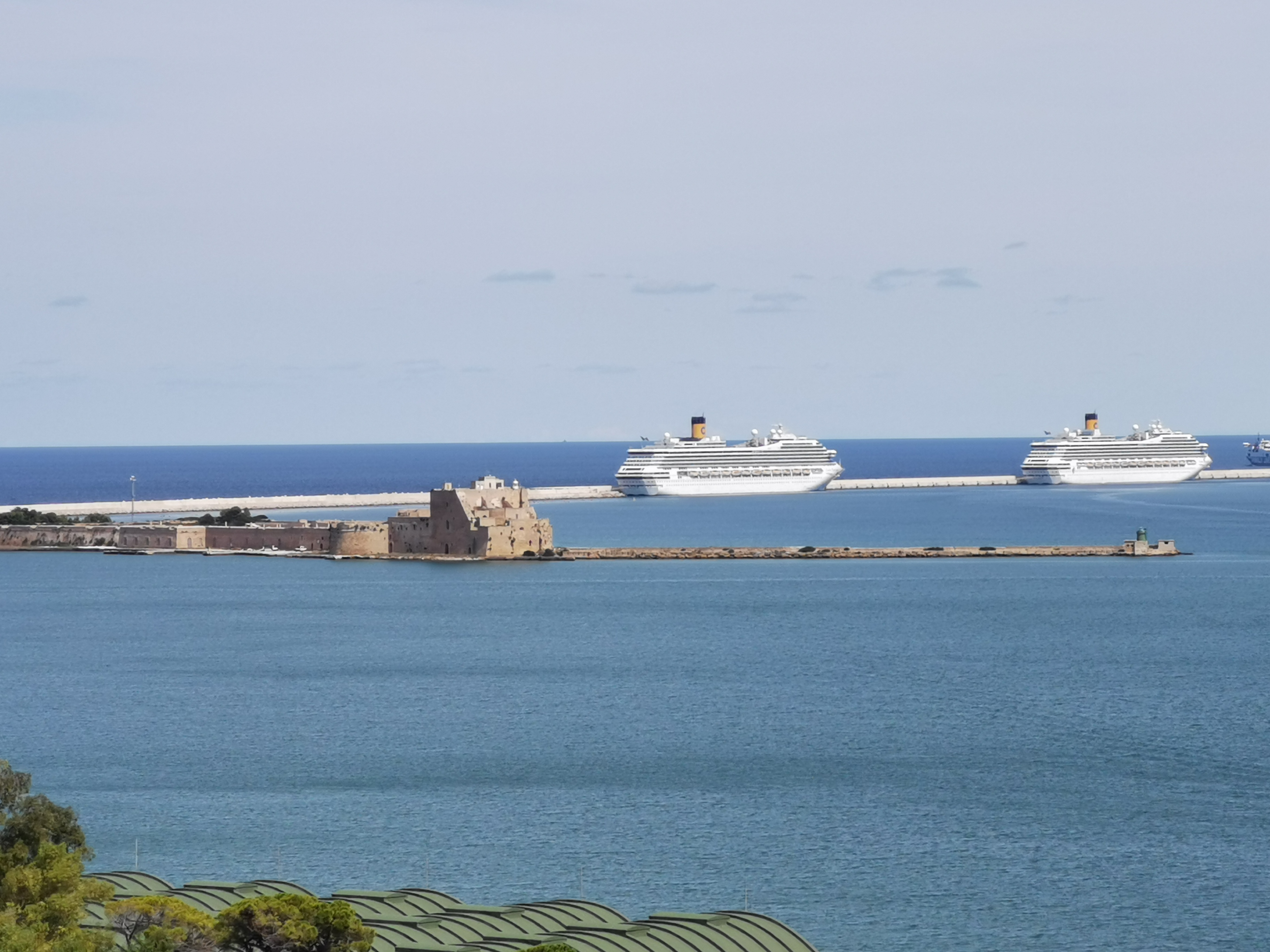
Castello visto dal Monumento al Marinaio d'Italia

L'isola era occupata almeno dall'XI secolo dall'antica abbazia benedettina di Sant'Andrea all'Isola (pochissimi i resti, in particolare capitelli, visibili al Museo archeologico provinciale Francesco Ribezzo di Brindisi), che però fu abbandonata dopo gli eventi che sconvolsero la città (XIV-XV secolo). Il re di Napoli Ferdinando I d'Aragona nel 1481 decise così di costruire una prima torre, sorta come avamposto difensivo del porto all'estremità dell'isola; l'opera fu realizzata per iniziativa del figlio del re, Alfonso, duca di Calabria (castello alfonsino). Il castello venne poi prolungato verso NE all'inizio del XVI secolo.
Dal 1558 al 1604 buona parte del resto dell'isola venne racchiusa da mura e baluardi (Forte a mare), separandone l'ultimo tratto con un taglio nella roccia che funge da fossato e creando un sistema complesso di fortificazione a difesa dell'entrata del porto.
Al Forte a Mare sono legati diversi eventi bellici tra i quali si ricordano l'attacco di sedici galee veneziane (1529) sorprese dalle artiglierie da poco realizzate e l'assedio francese al controrivoluzionario Francesco Boccheciampe (1799). L'isola ha funzionato a lungo come lazzaretto; poi è stato in mano alla Marina Militare, fino a quando gravi danni alle strutture murarie causate da una mareggiata hanno convinto alla dismissione (1984).
La lunga ed importante fase di restauro dell'intero complesso è in corso ad opera della Soprintendenza e la struttura è dal 28 maggio 2021 aperta a visite ed eventi culturali, mentre si dibatte ancora sulla sua destinazione (museale, ricettiva, congressuale).

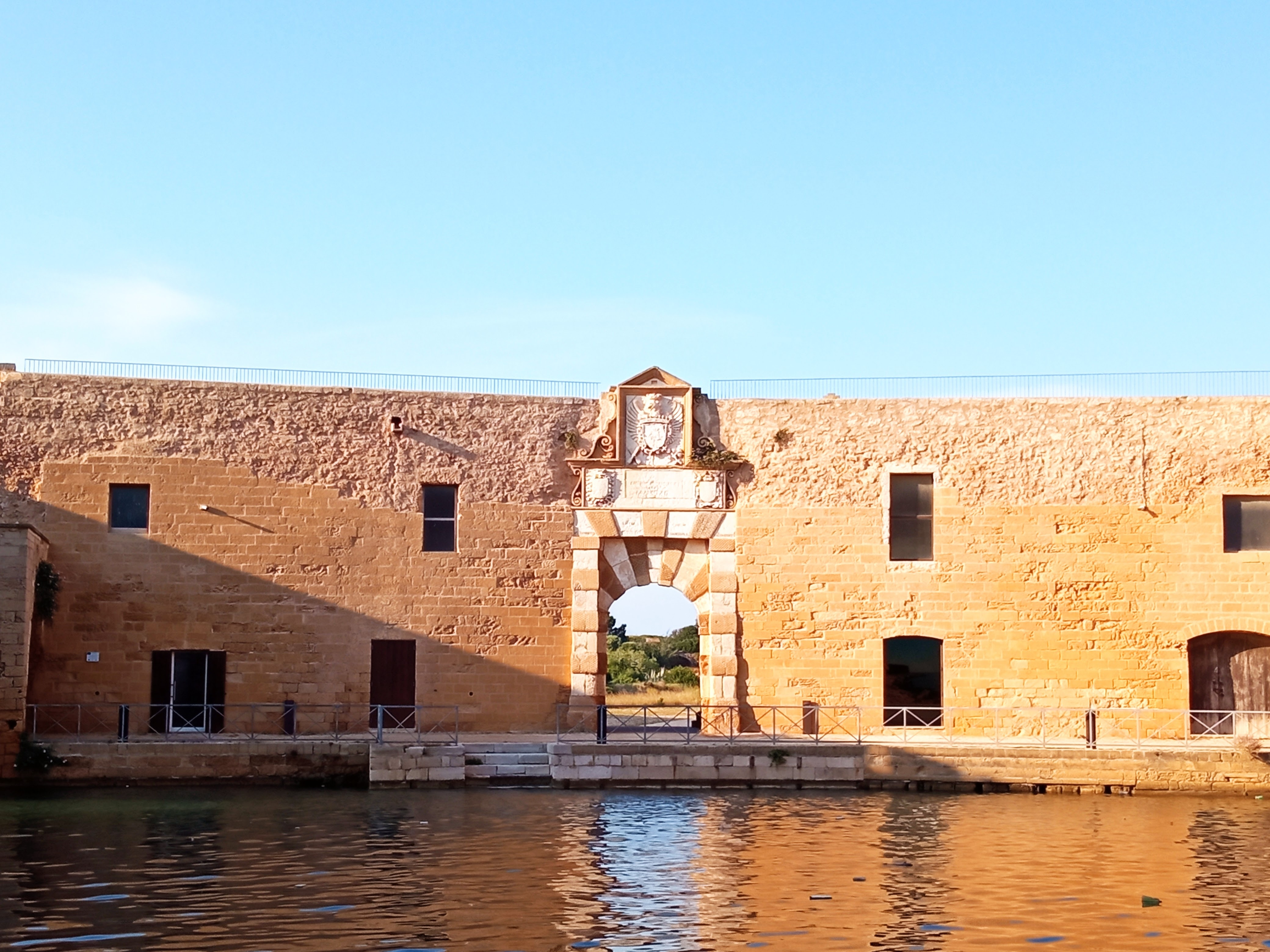
Ingresso al porto interno dalla fortificazione dell'isola di Sant'Andrea
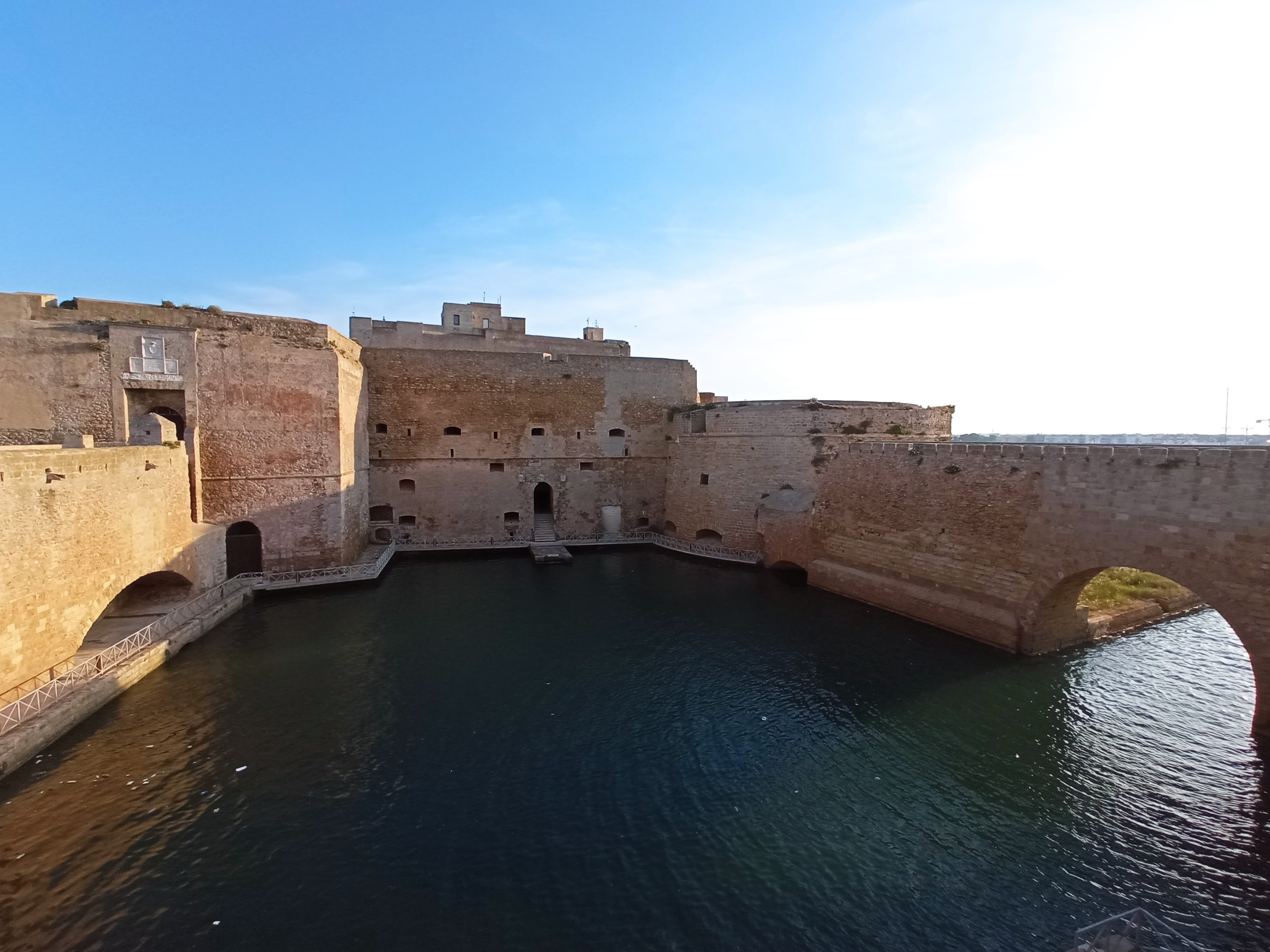
Porto interno del castello
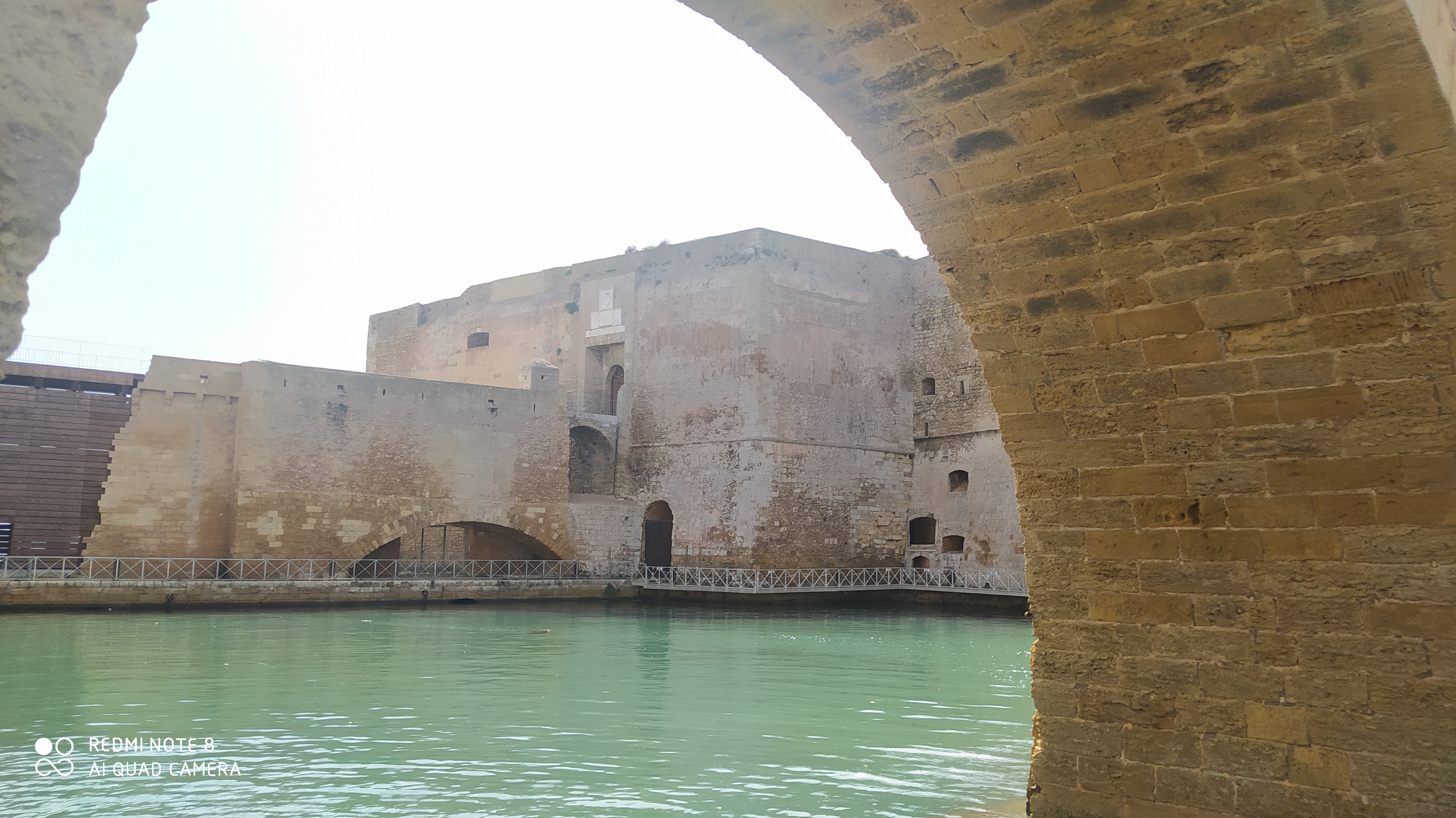
Porto interno visto dall'ingresso via imbarcazioni, con il ponte per collegare forte a mare all'isola di Sant'Andrea
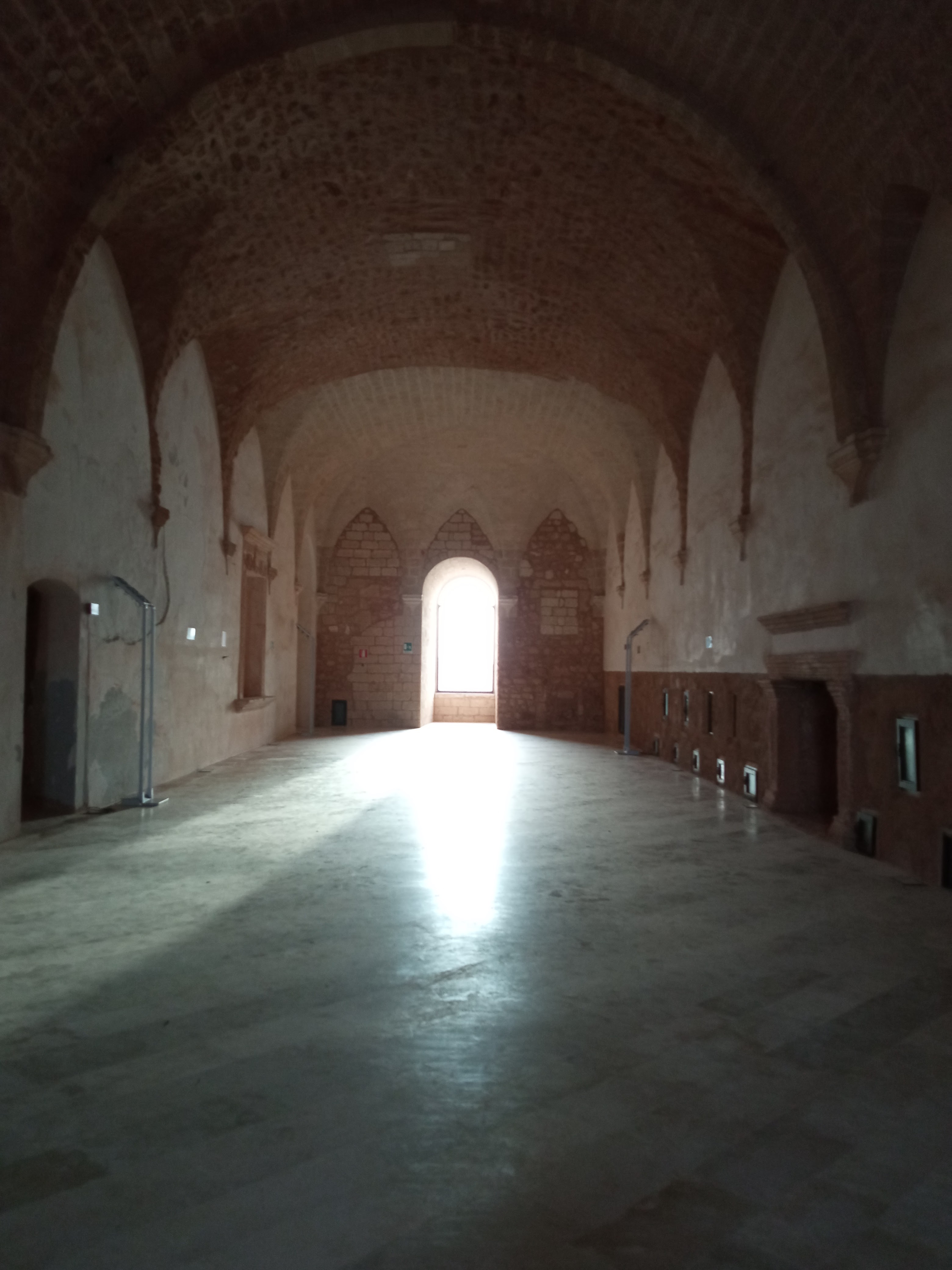
Salone
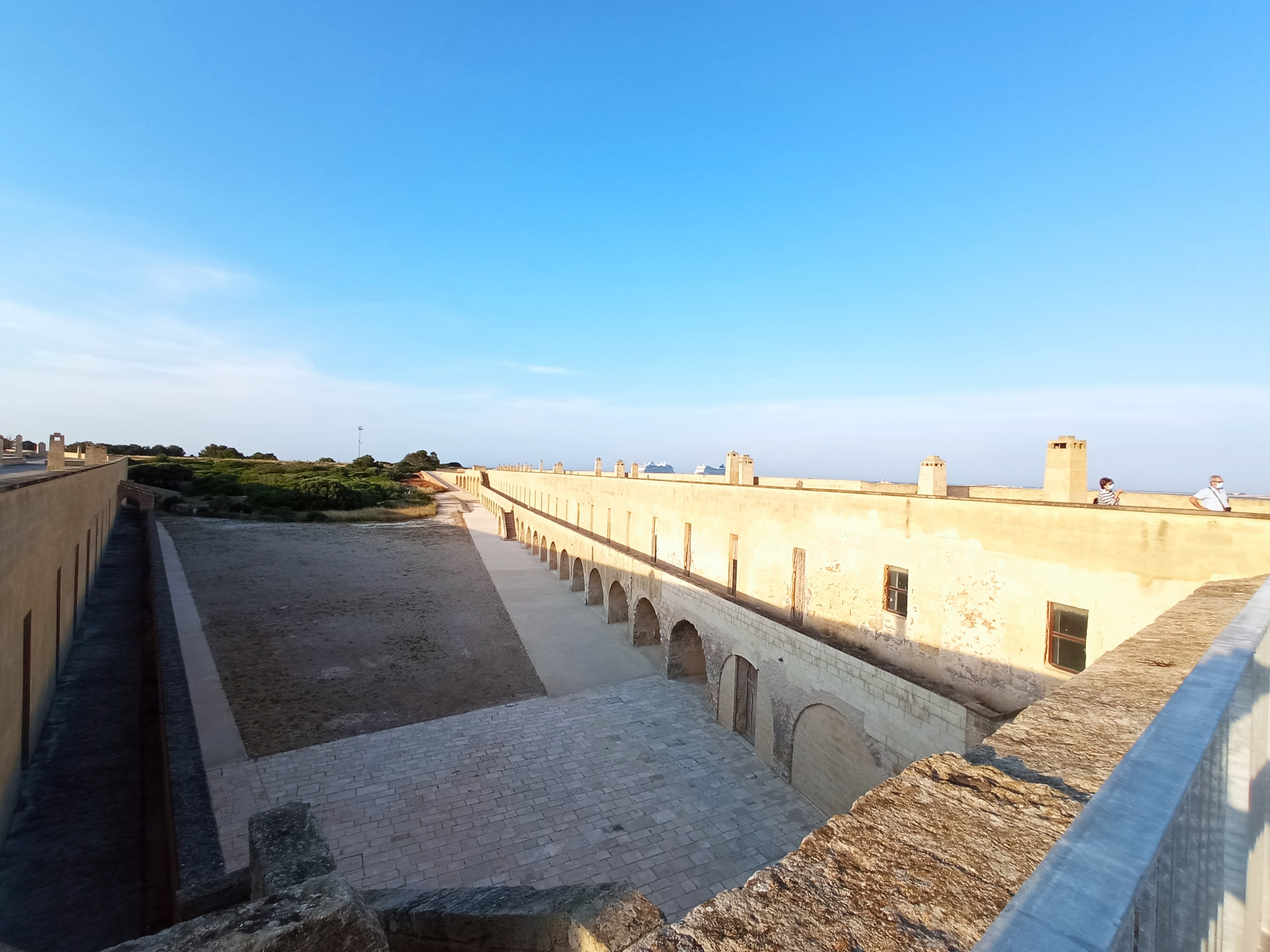
Fortificazione dell'isola di Sant'Andrea